# Arnold Wesker
Arnold Wesker (Stepney, 24 de maio de 1932 – Brighton, 12 de abril de 2016) foi um dramaturgo britânico. Autor de 42 peças de teatro, 4 volumes de contos, 2 volumes de ensaios, um livro sobre jornalismo, um livro infantil, entre outras obras, teve suas peças traduzidas para 17 idiomas e executadas no mundo todo.

## Trabalhos
A lista a seguir foi extraída do site oficial de Arnold Wesker.
Peças
- The Kitchen, 1957 ISBN 978-1-84943-757-8
- Chicken Soup with Barley, 1958 ISBN 978-1-4081-5661-2
- Roots, 1959 ISBN 978-1-4725-7461-9
- I'm Talking about Jerusalem, 1960
- Menace, 1961 (para TV)
- Chips with Everything, 1962
- The Nottingham Captain, 1962
- Four Seasons, 1965
- Their Very Own and Golden City, 1966
- The Friends, 1970
- The Old Ones, 1970
- The Journalists, 1972 ISBN 0-14-048133-8
- The Wedding Feast, 1974
- The Merchant, 1976
- Love Letters on Blue Paper, 1976
- One More Ride On The Merry-Go-Round, 1978
- Phoenix, 1980
- Caritas, 1980 ISBN 978-0-224-02020-6
- Voices on the Wind, 1980
- Breakfast, 1981
- Sullied Hand, 1981
- Four Portraits – Of Mothers, 1982
- Annie Wobbler, 1982
- Yardsale, 1983
- Cinders, 1983
- Whatever Happened to Betty Lemon?, 1986
- When God Wanted a Son, 1986
- Lady Othello, 1987
- Little Old Lady & Shoeshine, 1987
- Badenheim 1939, 1987
- Shoeshine, 1987
- The Mistress, 1988
- Beorhtel's Hill, 1988
- Men Die Women Survive, 1990
- Letter To A Daughter, 1990
- Blood Libel, 1991
- Wild Spring, 1992
- Bluey, 1993
- The Confession, 1993
- Circles of Perception, 1996
- Break, My Heart, 1997
- Denial, 1997
- Barabbas, 2000
- The Kitchen Musical, 2000
- Groupie, 2001 ISBN 1-84943-741-6
- Longitude, 2002
- The Rocking Horse, 2008
- Joy and Tyranny, 2011 ISBN 978-1-84943-546-8

Ficção
- Six Sundays in January, Jonathan Cape, 1971
- Love Letters on Blue Paper, Jonathan Cape, 1974
- Said the Old Man to the Young Man, Jonathan Cape, 1978
- Fatlips, Writers and Readers Harper & Row, 1978
- The King's Daughters, Quartet Books, 1998
- Honey, Pocket Books, 2006

Não-Ficção
- Distinctions, 1985 (coleção de ensaios)
- Fears of Fragmentation, Jonathan Cape, 1971
- Say Goodbye You May Never See Them Again, Jonathan Cape, 1974
- Journey Into Journalism, Writers & Readers, 1977
- The Dusty Wesker Cook Book, Chatto & Windus, 1987
- As Much as I Dare, Century Random House, 1994 (Autobiografia)
- The Birth of Shylock and the Death of Zero Mostel, Quartet Books, 1997
- Wesker On Theatre, 2010 (coleção de ensaios) ISBN 978-1-84943-376-1
- Ambivalences, Oberon Books, 2011